# Orotiña
Orotiña (Orotinya), malena skupina indijanskih plemena porodice Manguean nastanjenih u srednjoameričkoj državi Kostarika. Predstavnici su im Nicoya s istoimenog poluotoka na pacifičkoj obali, Orotiña vlastiti i Orosi ili Orisi južno od jezera Nicaragua. Danas se izjašnjavaju pod imenom nestalog plemena Chorotega. Jezici su im izumrli pred kraj 18. stoljeća a oni se danas koriste španjolskim.